# Ranking da CBF de Futebol Feminino
Ranking da CBF de Futebol Feminino é um sistema de classificação dos clubes de futebol feminino brasileiros instituído pela Confederação Brasileira de Futebol. Ele é composto por dois rankings, atualizados anualmente pela CBF: o Ranking Nacional de Clubes (RNC) e o Ranking Nacional de Federações (RNF).
O ranking foi divulgado originalmente em dezembro de 2022, mas por conta de algumas inconsistências a CBF precisou atualizá-lo, divulgando de forma definitiva em março de 2023.

## O novo Ranking da CBF
O ranking feminino foi instituído em 2013, quando a CBF resolveu mudar totalmente os critérios de elaboração do seu ranking nacional masculino. Como este, que deixou de ser um ranking histórico, o ranking feminino leva em conta o desempenho dos clubes apenas nos últimos 5 anos, dando peso maior para os anos mais recentes.

### Critério de pontuação
Os campeões das Série A1, A2, A3 recebem 800, 400 e 200 pontos respectivamente. 
O vice-campeão receberá sempre 80% dos pontos do campeão, o terceiro recebe 75%, o quarto 70%. Do quinto colocado em diante, cada posição perde 1 ponto percentual em relação ao campeão. Deste modo o quinto colocado recebe 69% dos pontos campeão reduzindo até 58% para o 16º colocado. Para a Série A2 de 2018 a 2021 e Série A3 de 2022, que contaram com mais que 16 participantes, a pontuação do 17º se repete até a 36º colocação.
Neste ano, a CBF revisou o critério de convenção de pontos do Ranking Nacional de Clubes do Futebol Feminino. Desta forma, houve a inserção do Campeonato Brasileiro Feminino A-3, e a retirada da pontuação referente à Copa do Brasil de Futebol Feminino, competição encerrada em 2016.
Pontuações conquistadas no ano vigente tem peso igual a 5, no ano anterior peso 4 e assim sucessivamente, considerando apenas participações nos últimos 5 anos.

## Classificações atuais

### Ranking Nacional de Clubes
Abaixo se encontram os 50 primeiros clubes classificados no ranking da CBF, divulgado em 17 de dezembro de 2024.
| Posição | Posição                | Clube                | UF | Pontos  | Pontos    |
| Em 2025 | Comparados aos de 2024 | Clube                | UF | Em 2025 | Diferença |
| ------- | ---------------------- | -------------------- | -- | ------- | --------- |
| 1º      | Estável                | Corinthians          | SP | 12 000  | –         |
| 2º      | Estável                | Ferroviária          | SP | 8 904   | 3 096     |
| 3º      | 3                      | São Paulo            | SP | 8 824   | 80        |
| 4º      | Estável                | Palmeiras            | SP | 8 648   | 176       |
| 5º      | 2                      | Internacional        | RS | 8 408   | 240       |
| 6º      | 1                      | Santos               | SP | 8 000   | 408       |
| 7º      | 2                      | Grêmio               | RS | 7 984   | 16        |
| 8º      | Estável                | Flamengo             | RJ | 7 968   | 16        |
| 9º      | 1                      | Cruzeiro             | MG | 7 880   | 88        |
| 10º     | 3                      | Kindermann           | SC | 7 640   | 240       |
| 11º     | Estável                | Real Brasília        | DF | 7 456   | 184       |
| 12º     | 1                      | Atlético             | MG | 6 684   | 772       |
| 13º     | 4                      | Red Bull Bragantino  | SP | 5 456   | 228       |
| 14º     | 1                      | Bahia                | BA | 6 020   | 436       |
| 15º     | 4                      | Botafogo             | RJ | 5 764   | 256       |
| 16º     | 6                      | Fluminense           | RJ | 5 320   | 444       |
| 17º     | 7                      | América Mineiro      | MG | 5 244   | 76        |
| 18º     | 6                      | São José             | SP | 5 224   | 20        |
| 19º     | 1                      | Athletico Paranaense | PR | 5 044   | 180       |
| 20º     | 4                      | Minas Brasília       | DF | 4 560   | 484       |
| 21º     | 5                      | Fortaleza            | CE | 4 012   | 548       |
| 22º     | 8                      | Ceará                | CE | 3 880   | 132       |
| 23º     | 2                      | ESMAC                | PA | 3 802   | 78        |
| 24º     | 1                      | UDA                  | AL | 3 752   | 50        |
| 25º     | 3                      | JC                   | AM | 3 744   | 8         |
| 26º     | 6                      | Real Ariquemes       | RO | 3 560   | 184       |
| 27º     | Estável                | Sport                | PE | 3 530   | 30        |
| 28º     | 5                      | CRESSPOM             | DF | 3 450   | 80        |
| 29º     | 3                      | 3B da Amazônia       | AM | 3 396   | 54        |
| 30º     | 8                      | Mixto                | MT | 2 942   | 454       |
| 31º     | Estável                | Vasco da Gama        | RJ | 2 936   | 6         |
| 32º     | 9                      | AD Taubaté           | SP | 2 900   | 36        |
| 33º     | 4                      | Botafogo-PB          | PB | 2 792   | 108       |
| 34º     | 20                     | Juventude            | RS | 2 442   | 350       |
| 35º     | 17                     | Remo                 | PA | 2 282   | 160       |
| 36º     | 3                      | Aliança              | GO | 2 202   | 80        |
| 37º     | 16                     | VF4                  | PB | 2 174   | 28        |
| 38º     | 18                     | Doce Mel             | BA | 2 076   | 98        |
| 39º     | 5                      | Vila Nova-ES         | ES | 2 064   | 12        |
| 40º     | 5                      | Vila Nova            | GO | 2 056   | 8         |
| 41º     | 6                      | Náutico              | PE | 2 052   | 4         |
| 42º     | Estável                | Tiradentes-PI        | PI | 1 806   | 246       |
| 43º     | 22                     | Recanto Interativo   | AM | 1 712   | 94        |
| 44º     | 15                     | Iranduba             | AM | 1 680   | 32        |
| 45º     | 6                      | Vitória              | BA | 1 670   | 10        |
| 46º     | 9                      | CEFAMA               | MA | 1 620   | 50        |
| 47º     | 8                      | Paraíso              | TO | 1 486   | 134       |
| 48º     | 12                     | Ypiranga-AP          | AP | 1 422   | 64        |
| 49º     | 12                     | Operário-MS          | MS | 1 368   | 54        |
| 50º     | 14                     | Napoli               | SC | 1 344   | 24        |

### Ranking Nacional de Federações
O Ranking Nacional das Federações (RNF) é diretamente derivado do Ranking Nacional de Clubes (RNC): a cada ano, feitas as contas para atualização do número de pontos de cada clube do RNC, somam-se os pontos dos clubes filiados a cada federação estadual, obtendo-se a pontuação de cada estado no RNF. Até 2016, as federações com mais pontos tinha direito a mais vagas na Copa do Brasil de Futebol Feminino, extinta em 2016. Atualmente, este ranking é utilizado como critério de desempate (após o RNC) para definir quais equipes têm direito a jogar 3 vezes em casa na primeira fase da Série A2.
| Pos.    | Pos.                | Federação           | Pontos  | Pontos    | Vagas na Série A3 |
| Em 2025 | Comparada à de 2024 | Federação           | Em 2025 | Diferença | Vagas na Série A3 |
| ------- | ------------------- | ------------------- | ------- | --------- | ----------------- |
| 1       | Estável             | São Paulo           | 65 116  | -         | 2                 |
| 2       | Estável             | Rio de Janeiro      | 22 834  | 42 282    | 1                 |
| 3       | 1                   | Minas Gerais        | 21 324  | 1 510     | 1                 |
| 4       | 1                   | Rio Grande do Sul   | 20 516  | 808       | 1                 |
| 5       | 1                   | Distrito Federal    | 17 408  | 3 108     | 1                 |
| 6       | 6                   | Amazonas            | 11 558  | 5 850     | 1                 |
| 7       | 1                   | Santa Catarina      | 11 492  | 66        | 1                 |
| 8       | 1                   | Bahia               | 10 906  | 586       | 1                 |
| 9       | 1                   | Ceará               | 9 324   | 1 582     | 1                 |
| 10      | Estável             | Paraná              | 7 418   | 1 906     | 1                 |
| 11      | 2                   | Pará                | 6 884   | 534       | 1                 |
| 12      | 1                   | Pernambuco          | 6 608   | 276       | 1                 |
| 13      | 1                   | Goiás               | 5 512   | 1 096     | 1                 |
| 14      | 1                   | Paraíba             | 5 194   | 318       | 1                 |
| 15      | 1                   | Alagoas             | 5 192   | 2         | 1                 |
| 16      | 2                   | Rondônia            | 4 582   | 610       | 1                 |
| 17      | 1                   | Mato Grosso         | 4 212   | 370       | 1                 |
| 18      | 1                   | Maranhão            | 2 914   | 1 298     | 1                 |
| 19      | Estável             | Tocantins           | 2 178   | 736       | 1                 |
| 20      | Estável             | Piauí               | 2 140   | 30        | 1                 |
| 21      | 1                   | Amapá               | 2 106   | 42        | 1                 |
| 22      | Estável             | Acre                | 2 076   | 30        | 1                 |
| 23      | Estável             | Espírito Santo      | 2 064   | 12        | 1                 |
| 24      | Estável             | Mato Grosso do Sul  | 2 052   | 12        | 1                 |
| 25      | Estável             | Sergipe             | 2 052   | 0         | 1                 |
| 26      | Estável             | Roraima             | 1 944   | 108       | 1                 |
| 27      | Estável             | Rio Grande do Norte | 1 702   | 242       | 1                 |

### Melhores por região
| Pos.      | Pos.    | Clube              | UF | Pontos |
| Na região | Em 2025 | Clube              | UF | Pontos |
| --------- | ------- | ------------------ | -- | ------ |
| 1º        | 23º     | ESMAC              | PA | 3 802  |
| 2º        | 25º     | JC                 | AM | 3 744  |
| 3º        | 26º     | Real Ariquemes     | RO | 3 560  |
| 4º        | 29º     | 3B da Amazônia     | AM | 3 396  |
| 5º        | 35º     | Remo               | PA | 2 282  |
| 6º        | 43º     | Recanto Interativo | AM | 1 712  |
| 7º        | 44º     | Iranduba           | AM | 1 680  |
| 8º        | 47º     | Paraíso            | TO | 1 486  |
| 9º        | 48º     | Ypiranga-AP        | AP | 1 422  |
| 10º       | 52º     | São Raimundo-RR    | RR | 1 254  |

| Pos.      | Pos.    | Clube         | UF | Pontos |
| Na região | Em 2025 | Clube         | UF | Pontos |
| --------- | ------- | ------------- | -- | ------ |
| 1º        | 14º     | Bahia         | BA | 6 020  |
| 2º        | 21º     | Fortaleza     | CE | 4 012  |
| 3º        | 22º     | Ceará         | CE | 3 880  |
| 4º        | 24º     | UDA           | AL | 3 752  |
| 5º        | 27º     | Sport         | PE | 3 530  |
| 6º        | 33º     | Botafogo-PB   | PB | 2 792  |
| 7º        | 37º     | VF4           | PB | 2 174  |
| 8º        | 38º     | Doce Mel      | BA | 2 076  |
| 9º        | 41º     | Náutico       | PE | 2 052  |
| 10º       | 42º     | Tiradentes-PI | PI | 1 806  |

| Pos.      | Pos.    | Clube               | UF | Pontos |
| Na região | Em 2025 | Clube               | UF | Pontos |
| --------- | ------- | ------------------- | -- | ------ |
| 1º        | 11º     | Real Brasília       | DF | 7 456  |
| 2º        | 20º     | Minas Brasília      | DF | 4 560  |
| 3º        | 28º     | CRESSPOM            | DF | 3 450  |
| 4º        | 30º     | Mixto               | MT | 2 942  |
| 5º        | 36º     | Aliança             | GO | 2 202  |
| 6º        | 40º     | Vila Nova           | GO | 2 056  |
| 7º        | 49º     | Operário-MS         | MS | 1 368  |
| 8º        | 58º     | Atlético Goianiense | GO | 1 026  |
| 9º        | 69º     | Ação                | MT | 700    |
| 10º       | 71º     | SERC                | MS | 684    |

| Pos.      | Pos.    | Clube               | UF | Pontos |
| Na região | Em 2025 | Clube               | UF | Pontos |
| --------- | ------- | ------------------- | -- | ------ |
| 1º        | 1º      | Corinthians         | SP | 12 000 |
| 2º        | 2º      | Ferroviária         | SP | 8 904  |
| 3º        | 3º      | São Paulo           | SP | 8 824  |
| 4º        | 4º      | Palmeiras           | SP | 8 648  |
| 5º        | 6º      | Santos              | SP | 8 000  |
| 6º        | 8º      | Flamengo            | RJ | 7 968  |
| 7º        | 9º      | Cruzeiro            | MG | 7 880  |
| 8º        | 12º     | Atlético            | MG | 6 684  |
| 9º        | 13º     | Red Bull Bragantino | SP | 6 456  |
| 10º       | 15º     | Botafogo            | RJ | 5 764  |

| Região Sul \| Pos. \| Pos. \| Clube \| UF \| Pontos \| \| Na região \| Em 2025 \| Clube \| UF \| Pontos \| \| --------- \| ------- \| --------------------- \| -- \| ------ \| \| 1º \| 5º \| Internacional \| RS \| 8 408 \| \| 2º \| 7º \| Grêmio \| RS \| 7 984 \| \| 3º \| 10º \| Kindermann \| SC \| 7 640 \| \| 4º \| 19º \| Athletico Paranaense \| PR \| 5 044 \| \| 5º \| 34º \| Juventude \| RS \| 2 442 \| \| 6º \| 50º \| Napoli \| SC \| 1 344 \| \| 7° \| 51º \| Brasil de Farroupilha \| RS \| 1 304 \| \| 8º \| 52º \| Criciúma \| SC \| 1 254 \| \| 9º \| 54º \| Toledo \| PR \| 1 108 \| \| 10º \| 61º \| Coritiba \| SC \| 1 022 \| |         |                       |    |        |
| Pos. | Pos.    | Clube                 | UF | Pontos |
| Na região | Em 2025 | Clube                 | UF | Pontos |
| 1º | 5º      | Internacional         | RS | 8 408  |
| 2º | 7º      | Grêmio                | RS | 7 984  |
| 3º | 10º     | Kindermann            | SC | 7 640  |
| 4º | 19º     | Athletico Paranaense  | PR | 5 044  |
| 5º | 34º     | Juventude             | RS | 2 442  |
| 6º | 50º     | Napoli                | SC | 1 344  |
| 7° | 51º     | Brasil de Farroupilha | RS | 1 304  |
| 8º | 52º     | Criciúma              | SC | 1 254  |
| 9º | 54º     | Toledo                | PR | 1 108  |
| 10º | 61º     | Coritiba              | SC | 1 022  |